# Gunnel Holzhausen
Elna Gerd Gunilla (Gunnel) Holzhausen, född Lundholm 21 april 1880 i Eskilstuna, död 11 augusti 1962, var en svensk författare och skådespelare. Hon har även ägnat sig åt pantomim.

## Filmografi
- 1912 – De svarta maskerna

## Teater

### Roller (ej komplett)
| År   | Roll     | Produktion                        | Regi          | Teater   |
| ---- | -------- | --------------------------------- | ------------- | -------- |
| 1908 | Bondfolk | Samvetets mask Ludwig Anzengruber | Gustaf Linden | Dramaten |